# 윈도우 모바일 2003
윈도우 모바일 2003(Windows Mobile 2003, 코드명: 오존/Ozone)은 개발이 중단된 모바일 운영 체제이자 윈도우 모바일 계열의 일부이다. 2003년 6월 23일 출시되었으며 "윈도우 모바일"로 호칭되는 최초의 운영 체제이다. 윈도우 CE 4.20에 기반을 둔다.

## 에디션
윈도우 모바일 2003은 4개 에디션으로 출시되었다:
- Windows Mobile 2003 for Pocket PC Premium Edition
- Windows Mobile 2003 for Pocket PC Professional Edition: 포켓 PC 저가 모델에 사용되며 L2TP/IPsec VPN용 클라이언트와 같은, 프리미엄 에디션의 수많은 기능이 포함되어 있지 않다.
- Windows Mobile 2003 for Smartphone
- Windows Mobile 2003 for Pocket PC Phone Edition: 특히 전화 기능을 포함하는 포켓 PC용으로 설계되어 있다.

## 기능
블루투스 파일 전송 지원, 블루투스 헤드셋 지원, 블루투스 애드온 키보드 지원을 가능케 하는 블루투스 장치 관리와 더불어 통신 인터페이스가 개선되었다.
보기, 잘라내기, 이메일, 빔 지원을 갖춘 사진 애플리케이션이 추가되었다.
멀티미디어 개선에는 폰 에디션에서 전화벨로 MIDI 파일 지원, 스트리밍 최적화를 포함하는 윈도우 미디어 플레이어 9.0이 포함되었다.
저브레이커라는 제목의 퍼즐 게임이 미리 설치된 프로그램들 가운데 속해 있다. 이 릴리스에는 게임 API가 포함되어 있어서 플랫폼에 대한 게임 개발을 쉽게 해준다.
다른 기능/내장 애플리케이션으로는 다음이 포함되어 있다:
- VCard와 vCal를 지원하는, 개선된 포켓 아웃룩
- 개선된 포켓 인터넷 익스플로러
- SMS 답장 옵션 (폰 에디션)

## 같이 보기
- 포켓 PC 2000
- 포켓 PC 2002
- 윈도우 모바일 5.0
- 윈도우 모바일 6.0
- 윈도우 모바일 6.1
- 윈도우 모바일 6.5